# Daniel Grogan
Daniel Grogan (* in Chicago, Illinois) ist ein US-amerikanischer Schauspieler.

## Leben
Grogan, der aus Chicago stammt, feierte sein Fernsehschauspieldebüt in der Miniserie Snares of the Devil und in einer Episode der Fernsehserie Erde an Ned. 2021 übernahm er unter anderen eine Hauptrolle im Kurzfilm Idle. Im selben Jahr wirkte er in der Hauptrolle des Jimmy im Film Angel Mountain mit. Außerdem stellte er die größere Rolle des Tucker Samson im Tierhorrorfilm Swim – Schwimm um dein Leben! dar. Weitere Rollen im Jahr 2021 hatte er in den Filmen Recipe for Abduction und The Voyeurs. 2022 folgten größere Rollen in den Filmen My Best Friend’s Secret, Dangerous Cheaters und Catfish Killer sowie eine Nebenrolle im Blockbuster Babylon – Rausch der Ekstase. Außerdem war er in einer Episode der Fernsehserie Minx.

## Filmografie (Auswahl)
- 2020: Snares of the Devil (Miniserie)
- 2020: Erde an Ned (Earth to Ned, Fernsehserie, Episode 1x01)
- 2021: Idle (Kurzfilm)
- 2021: Angel Mountain
- 2021: Swim – Schwimm um dein Leben! (Swim)
- 2021: Recipe for Abduction
- 2021: The Voyeurs
- 2022: My Best Friend’s Secret
- 2022: Dangerous Cheaters
- 2022: Minx (Fernsehserie, Episode 1x08)
- 2022: Catfish Killer
- 2022: Babylon – Rausch der Ekstase (Babylon)